# سيدريك ماكيادي
سيدريك ماكيادي (مواليد 23 فبراير 1984 في كينشاسا - زائير) لاعب كرة قدم كونغولي ديمقراطي يلعب حاليا لصالح نادي الدرجة الأولى فرايبورغ الألماني منذ 2009 في مركز الوسط المحوري . .

## روابط خارجية
- سيدريك ماكيادي على موقع اتحاد تركيا (لاعب) (الإنجليزية)
- سيدريك ماكيادي على موقع قاعدة بيانات كرة القدم.إي يو (الإنجليزية)
- سيدريك ماكيادي على موقع بيانات كرة القدم. دي إي (الألمانية)
- سيدريك ماكيادي على موقع ناشيونال فوتبول تيمز (الإنجليزية)
- سيدريك ماكيادي على موقع Soccerway.com (الإنجليزية)
- سيدريك ماكيادي على موقع عالم كرة القدم.نت (الإنجليزية)
- سيدريك ماكيادي على موقع كووورة
- سيدريك ماكيادي على موقع AS.com (الإسبانية)